# Sanhe, Fengdu
Sanhe (kinesiska: 三合) är ett stadsdelsdistrikt i sydvästra Kina. Det ligger i Fengdu härad i storstadsområdet Chongqing, omkring 120 kilometer öster om det centrala stadsdistriktet Yuzhong. Antalet invånare är 11336. Befolkningen består av 5 425 kvinnor och 5 911 män. Barn under 15 år utgör 15,0 %, vuxna 15-64 år 66 %, och äldre över 65 år 18,0 %.